# Crimson d'Harvard
Les Crimson d'Harvard est un club omnisports universitaire de l'université Harvard. Les équipes du Crimson participent aux compétitions organisées par le championnat universitaire, National Collegiate Athletic Association (également désignée par le sigle NCAA). Harvard fait partie de la division Ivy League.
Si Harvard a abandonné la lutte avec les meilleurs dans les deux grands sports universitaires (football américain et basket-ball), le Crimson s'aligne dans quarante-et-une disciplines (masculines ou féminines) en division I. Aucune autre université américaine n'est à ce niveau.
La rivalité avec Yale trouve une bonne illustration dans le match annuel de football américain opposant les deux institutions. Ce match est tout simplement appelé « The Game » et la première édition de cette confrontation s'est tenue le 13 novembre 1875. Avant l'édition 2006, Yale a remporté 64 de ces matchs contre 50 victoires pour Harvard et 8 matchs nuls.

## Palmarès

### Championnats de la NCAA
L'université Harvard a remporté au cours de son existence quatre titres de champions de la NCAA :
- 1989 - hockey sur glace masculin
- 1990 - crosse féminin
- 2003 - aviron féminin
- 2006 - escrime féminin

### Championnats de l'Ivy League et ECAC Hockey
L'université Harvard a remporté au cours de son existence de nombreux titres de l'Ivy League et de l'ECAC Hockey :
- baseball : 1958, 1964, 1968, 1971, 1972, 1973, 1974, 1978, 1980, 1983, 1984, 1985, 1997, 1998, 1999, 2002, 2005 (17)
- basket-ball masculin : 2011, 2012 (2)
- basket-ball féminin : 1986, 1988, 1991, 1996, 1997, 1998, 2002, 2003, 2005, 2007, 2008 (11)
- cross-country masculin : 1956, 1967, 1968, 1969, 1970 (4)
- cross-country féminin : 1977, 1981, 1982, 1983, 1984, 1985 (6)
- escrime masculine : 1974, 1977, 2005, 2006, 2007, 2011 (6)
- escrime féminine : 2005, 2006, 2009 (3)
- hockey sur gazon : 1990, 1991, 2003 (3)
- football américain : 1961, 1966, 1968, 1974, 1975, 1982, 1983, 1987, 1997, 2001, 2004, 2007, 2008 (13)
- golf masculin : 1967, 1974 (2)
- golf féminin : 2008, 2009 (2)
- hockey sur glace masculin : 1936, 1937, 1954, 1955, 1956, 1957, 1958, 1961, 1962, 1963, 1974, 1975, 1982, 1983, 1984, 1985, 1986, 1987, 1988, 1989, 1990, 1993, 1994, 2000, 2006 (25)
- hockey sur glace féminin : 1987, 1989, 1999, 2003, 2008, 2009 (6)
- crosse masculin : 1964, 1980, 1989 (3)
- crosse féminin : 1981, 1982, 1983, 1984, 1985, 1988, 1989, 1990, 1991, 1992, 1993 (11)
- aviron toutes catégories masculin : 1959, 1964, 1965, 1966, 1967, 1968, 1969, 1970, 1971, 1973, 1974, 1975, 1976, 1977, 1980, 1983, 1985, 1988, 1989, 1990, 2002, 2003, 2004, 2005, 2007, 2010, 2011 (27)
- aviron poids léger masculin : 1958, 1959, 1960, 1961, 1968, 1969, 1970, 1971, 1972, 1974, 1975, 1977, 1978, 1980, 1982, 1988, 1989, 1991, 1995, 1997, 2004, 2005, 2011 (23)
- aviron féminin : 1974, 1975, 1982, 1986, 1987, 1989, 2003 (7)
- aviron poids léger féminin : 1977, 1980, 1982, 1987, 1990, 1993, 1994, 1996, 1997, 2004 (9)
- football masculin : 1955, 1958, 1959, 1961, 1962, 1963, 1969, 1970, 1987, 1994, 1996, 2006, 2009 (13)
- football féminin : 1978, 1979, 1981, 1995, 1996, 1997, 1999, 2008, 2009 (9)
- softball : 1998, 2000, 2001, 2007, 2011 (5)
- squash masculin : 1959, 1960, 1962, 1963, 1964, 1965, 1966, 1970, 1971, 1972, 1973, 1974, 1976, 1983, 1984, 1985, 1986, 1987, 1988, 1989, 1991, 1992, 1993, 1994, 1995, 1996, 1997, 1998, 1999, 2001, 2004, 2005, 2006 (33)
- squash féminin : 1984, 1985, 1987, 1988, 1990, 1992, 1993, 1994, 1995, 1996, 1997, 1999, 2001, 2002, 2003, 2006, 2010 (17)
- natation et plongeon masculin : 1962, 1973, 1974, 1975, 1978, 1979, 1980, 1981, 1982, 1983, 1984, 1993, 1996, 1997, 1998, 1999, 2000, 2001, 2003, 2005, 2008 (22)
- natation et plongeon féminin : 1986, 1987, 1988, 1989, co-1991, 1994, 1996, 2005, 2009 (8)
- tennis masculin : 1956, 1958, 1964, 1966, 1967, 1969, 1970, 1976, 1981, 1982, 1983, 1985, 1986, 1989, 1990, 1991, 1992, 1993, 1995, 1998, 1999, 2003, 2004, 2005, 2006, 2008 (26)
- tennis féminin : 1982, 1984, 1985, 1986, 1987, 1988, 1989, 1990, 1992, 1995, 1996, 1998, 1999, 2003, 2004, 2005, 2006, 2009 (18)
- athlétisme masculin en salle : 1957, 1962, 1964, 1965, 1966, 1969, 1970, 1983, 1985 (9)
- athlétisme féminin en salle : 1990, 2000 (2)
- athlétisme masculin en extérieur : 1964, 1965, 1969, 1970, 1983 (5)
- athlétisme féminin en extérieur : 1990 (1)
- volley-ball féminin : 2004 (1)
- lutte : 2001 (1)